# Silniční most (Dříteč)
Silniční most u Dřítče se nalézá na silnici III. třídy č. 2985 spojující obce Dříteč a Němčice v okrese Pardubice. Jedná se o tříobloukový betonový most. Nosné pilíře jsou z kamenných kvádrů. Zábradlí v krajním úseku je betonové, jinde z kovových rámů s pletivovou výplní, nad pilíři jsou po obou stranách vyhlídkové půlkruhové plošinky. Na levé straně směrem od Němčic je umístěno vstupní schodiště k vodoznaku. Mostovka i chodníčky mají asfaltový povrch, původně byly dlažební kostky. Silniční most je chráněn jako nemovitá kulturní památka. Národní památkový ústav tento most uvádí v katalogu památek (rejstříkové číslo ÚSKP 42063/6-5168).

## Historie výstavby
Z praktických i ekonomických důvodů byla stavba silničního mostu spojena s regulací řeky Labe, takže most byl postaven na suchu, na zelené louce a teprve poté pod něj byla svedena řeka. Regulací bylo vytvořeno nové koryto o větším poloměru 500 metrů a postaven železobetonový most o větší světlosti, umožňující větší průtok vody a také budoucí lodní dopravu.
Stavba byla zadána královéhradecké firmě Khaml a Novák (v průběhu výstavby změněna na Ing. Josef a František Novák), která předložila nejnižší cenovou nabídku. Dne 4. března 1931 vydalo Ministerstvo veřejných prací stavební povolení. 
Stavební práce na 600 metrů dlouhém novém řečišti byly zahájeny v prosinci 1932. Výkopové práce byly prováděny ručně, celkem bylo vykopáno 270 000 m³ zeminy a tyto práce trvaly 3 roky. Podle stavebního deníku byl most dokončen 15. září 1934.

## Galerie

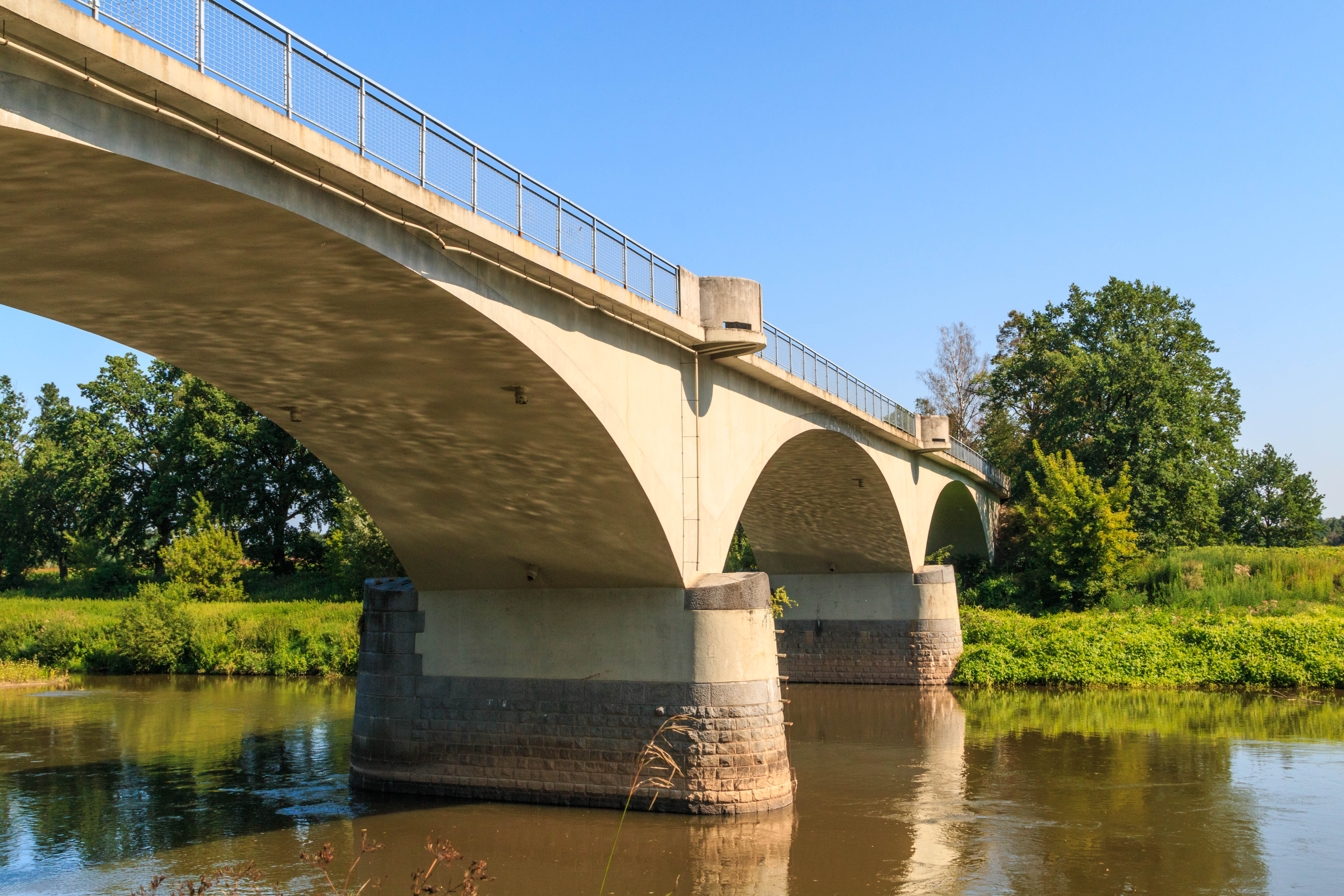
Pohled na silniční most u Dřítče
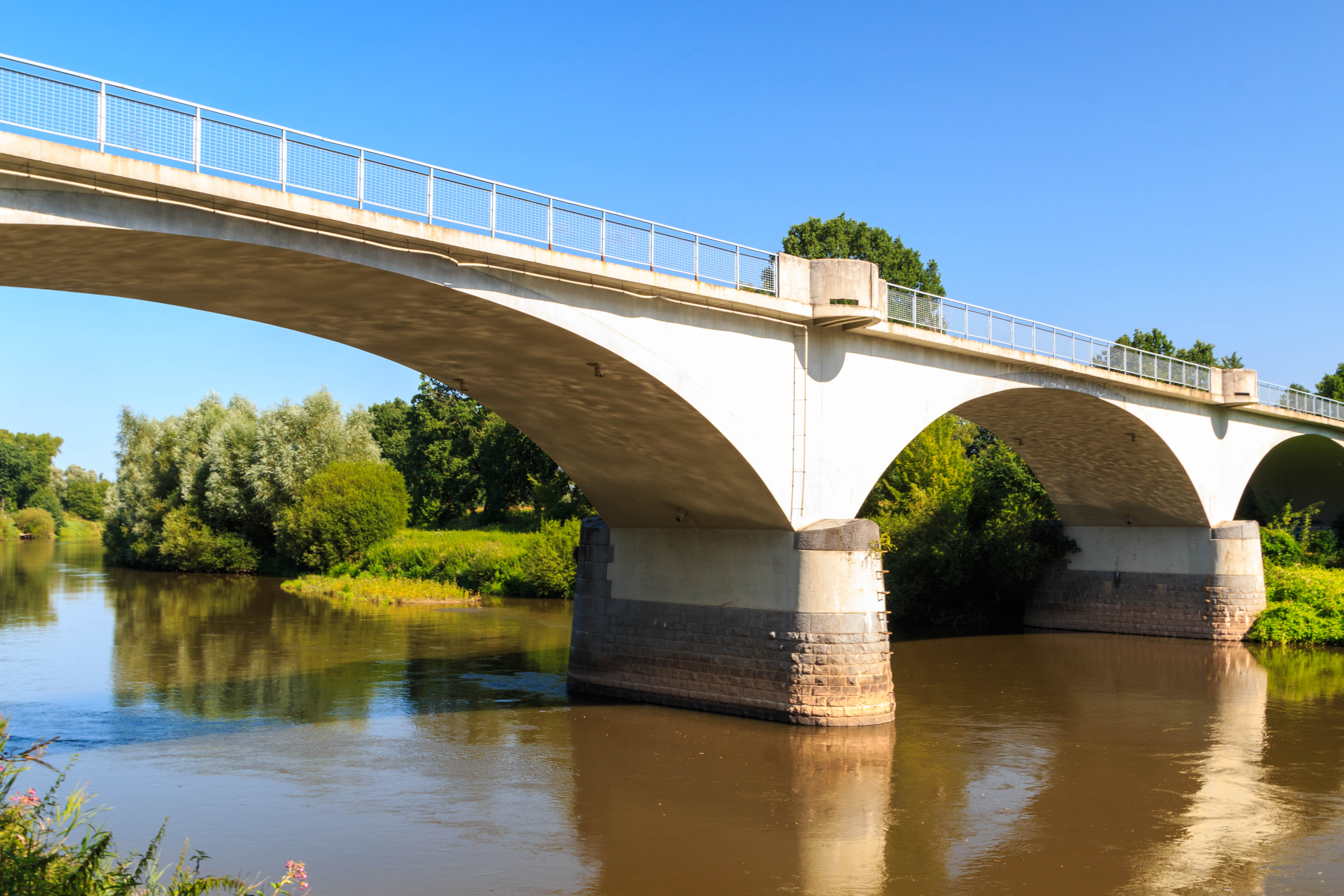
Pohled na silniční most u Dřítče
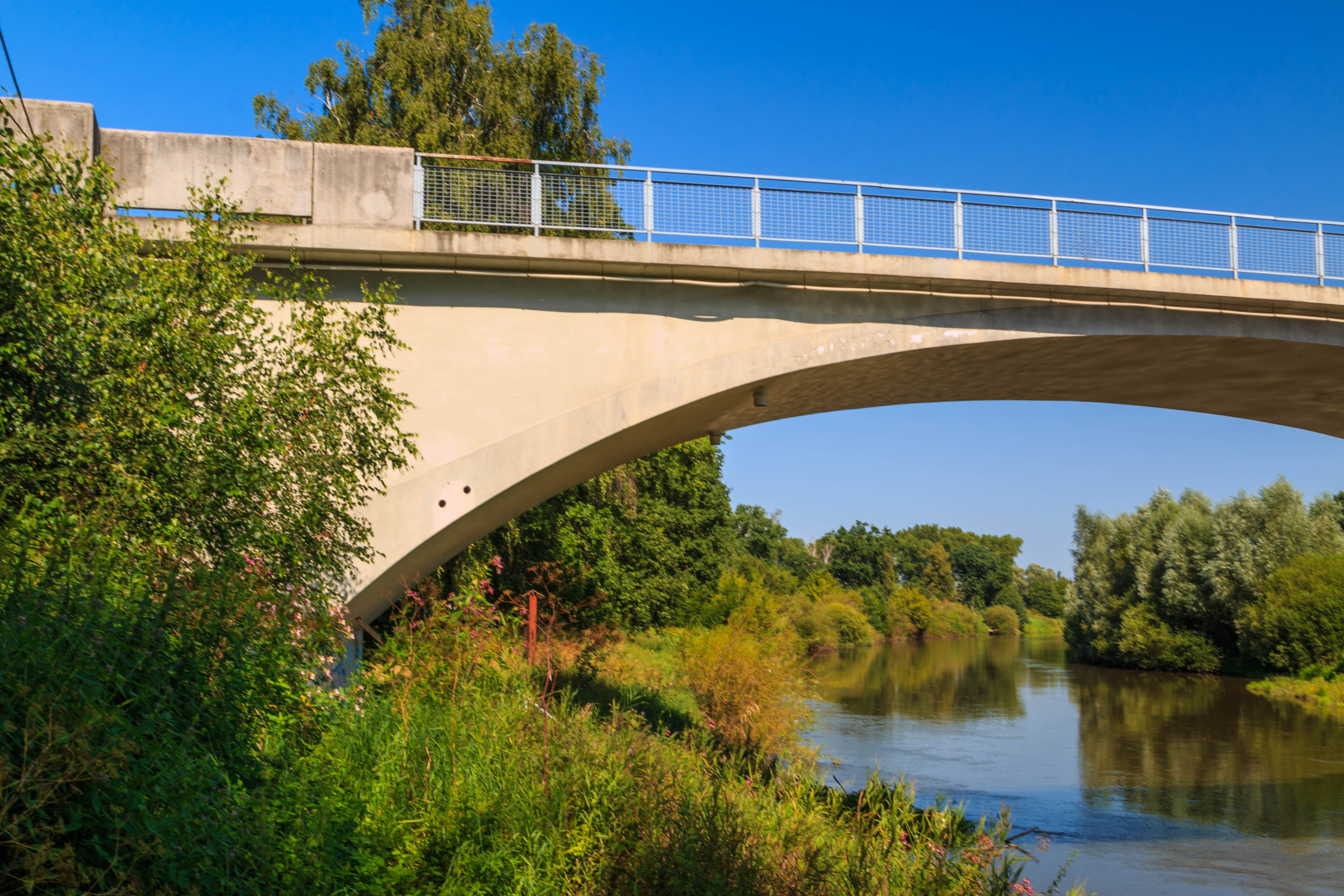
Pohled na silniční most u Dřítče
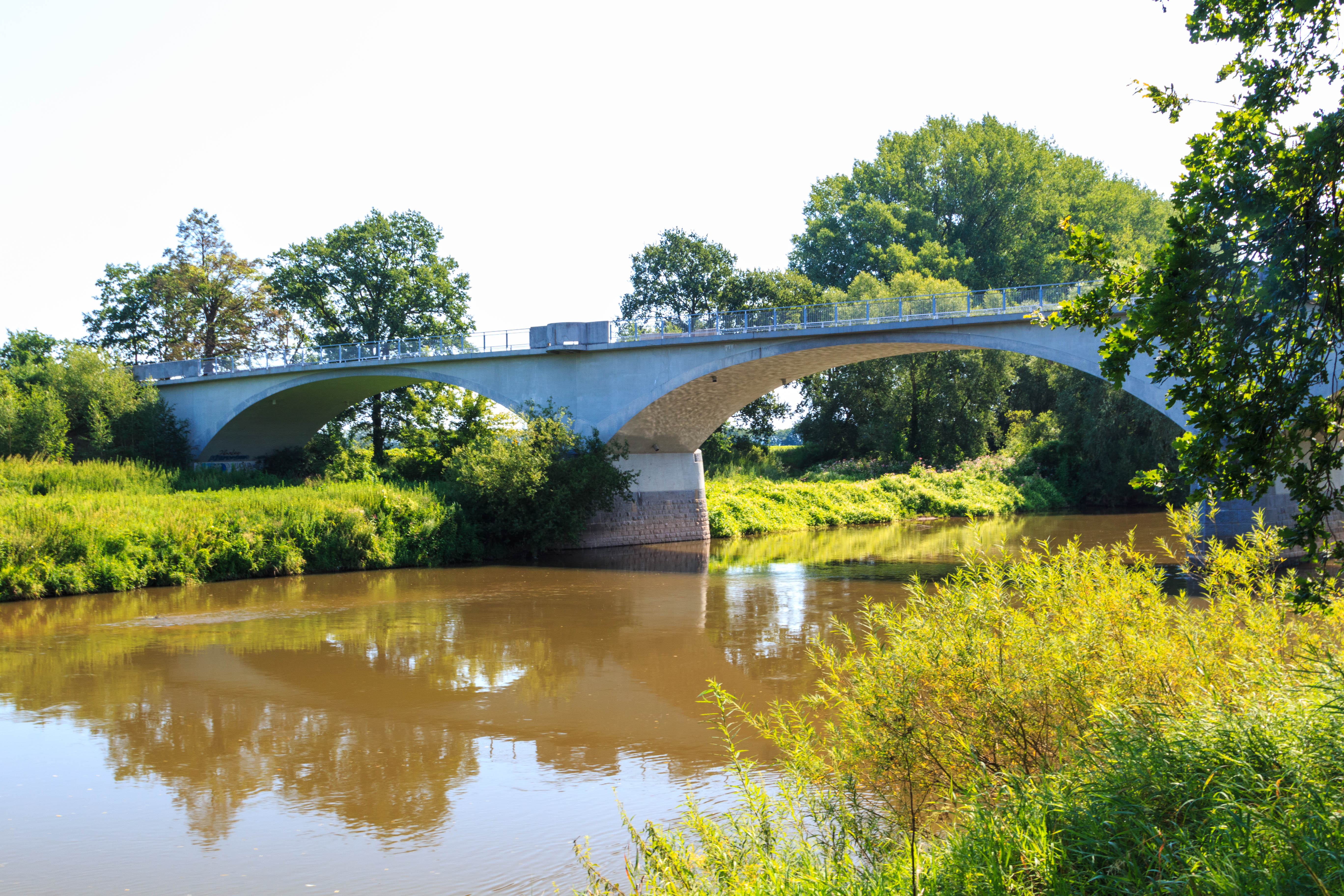
Pohled na silniční most u Dřítče